# Гувер (Алабама)
Гувер (англ. Hoover) — місто (англ. city) в США, в округах Джефферсон і Шелбі штату Алабама,  найбільше передмістя Бірмінгема. Населення — 92 606 осіб (2020).

## Історія
Статус міста з 1967 року. Назване на честь ріелтора Вільяма Гувера, який скупив частину земель перед побудовою шосе 31 (Highway 31).

## Географія
Гувер розташований у центральній частині штату Алабама, за 13 км від Бірмінгема за координатами 33°22′37″ пн. ш. 86°48′20″ зх. д. / 33.37694° пн. ш. 86.80556° зх. д. (33.376949, -86.805579).  За даними Бюро перепису населення США в 2010 році місто мало площу 124,86 км², з яких 122,15 км² — суходіл та 2,71 км² — водойми.

## Демографія
Згідно з переписом 2010 року, у місті мешкало 81 619 осіб у 32 478 домогосподарствах у складі 22 476 родин. Густота населення становила 654 особи/км².  Було 35474 помешкання (284/км²).
Расовий склад населення:
| - 75,1 % — білих - 14,8 % — чорних або афроамериканців - 5,1 % — азіатів - 0,2 % — корінних американців - 3,2 % — осіб інших рас |

До двох чи більше рас належало 1,5 %. Частка іспаномовних становила 6,0 % від усіх жителів.
За віковим діапазоном населення розподілялося таким чином: 25,0 % — особи молодші 18 років, 63,0 % — особи у віці 18—64 років, 12,0 % — особи у віці 65 років та старші. Медіана віку мешканця становила 37,0 року. На 100 осіб жіночої статі у місті припадало 92,5 чоловіків;  на 100 жінок у віці від 18 років та старших — 89,2 чоловіків також старших 18 років.
Середній дохід на одне домашнє господарство  становив 99 119 доларів США (медіана — 77 146), а середній дохід на одну сім'ю — 118 781 долар (медіана — 100 548). Медіана доходів становила 67 003 долари для чоловіків та 46 226 доларів для жінок. За межею бідності перебувало 6,0 % осіб, у тому числі 7,7 % дітей у віці до 18 років та 3,6 % осіб у віці 65 років та старших.
Цивільне працевлаштоване населення становило 42 859 осіб. Основні галузі зайнятості: освіта, охорона здоров'я та соціальна допомога — 26,0 %, фінанси, страхування та нерухомість — 12,7 %, науковці, спеціалісти, менеджери — 12,2 %.